# Список футбольних команд Києва
Це список футбольних команд міста Києва. У списку подані всі команди, які виступали в національних професіональних змаганнях (чемпіонат та кубок України, чемпіонат та кубок СРСР), а також призери національних аматорських змагань (чемпіонат та кубок України серед аматорів, чемпіонат та кубок УРСР серед КФК).
| Емблема     | Команда                | Найвище досягнення | Інші назви | Роки існування      |
| ----------- | ---------------------- | --- | --- | ------------------- |
|             | «Динамо»               | Володар Суперкубка УЄФА (1975) Володар Кубка володарів Кубків УЄФА (2) Чемпіон України (17) Володар Кубка України (13) Володар Суперкубка України (9) Чемпіон СРСР (13) Володар Кубка СРСР (9) Володар Суперкубка СРСР (3) Володар Кубка УРСР (6)                                     | | 1927—               |
|             | «ЦСКА-Борисфен»        | 4-те місце Чемпіонату України (1995/1996) 1/16 фіналу Кубка України (1995/1996) | «ЦСКА-Борисфен» Бориспіль (1995) | 1995—1996           |
|             | «Арсенал-Київ»         | Третій кваліфікаційний раунд Ліга Європи УЄФА (2012/2013) 5-те місце Чемпіонату України (2002/2003, 2011/2012) Півфіналіст Кубка України (2010/2011) | «Арсенал» (2001—2013) | 2001—2013 2014—2019 |
|             | ЦСКА                   | 1/16 фіналу Кубка кубків УЄФА (1998/1999) 6-те місце Чемпіонату України (2000/2001) Фіналіст Кубка України (1997/1998, 2000/2001) 3-є місце у фінальному турнірі другої групи класу «А» Чемпіонату СРСР (1967) Півфіналіст Кубка СРСР (1952) Володар Кубка УРСР серед майстрів (1976) | УВО Харків (1934) УБЧА (1934—1945) «Будинок офіцерів» (1946, 1948—1953) ОБО (1947, 1954—1956) ОСК (1957) СКВО (1957—1960) СКА (1960—1971, 1976—1992) СК «Чернігів» (1972—1976) «ЗС-Оріяна» (1992—1993) ЦСК ЗСУ (1993—1994)                                   | 1934—2009           |
|             | «Оболонь»              | 6-те місце Чемпіонату України (2003/2004) 1/4 фіналу Кубка України (2009/2010) | «Зміна» (1992) «Зміна-Оболонь» (1993—1995) «Оболонь-ППО» (1997—2001) | 1992—2013           |
|             | «Оболонь»              | 11-те місце Чемпіонату України (2024/2025) 1/4 фіналу Кубка України (2023/2024) | «Оболонь-Бровар» (2013—2020) | 2013—               |
|             | «Лівий берег»          | 14-те місце Чемпіонату України (2024/2025) 1/16 фіналу Кубка України (2023/2024) | | 2017—               |
| «Локомотив» | «Локомотив»            | 17-те місце Чемпіонату СРСР (1938) 1/4 фіналу Кубка СРСР (1938) Фіналіст Кубка УРСР (1938) 6-те місце другої ліги України (2024/2025) 1/32 фіналу Кубка України (2023/2024) | «Желдор» (1919—1935) «Локомотив півдня» (1939—1940) | 1919—               |
|             | «Динамо-2»             | Чемпіон першої ліги України (1998/1999, 1999/2000, 2000/2001) 1/8 фіналу Кубка України (1994/1995) 34-е місце в Класі «Б» Чемпіонату СРСР (зона УРСР, 1965) 1/32 фіналу Кубка СРСР (1938)                                                                                             | «Динамо-Д» (1966—1991) | 1946—2016           |
|             | «Арсенал»              | 3-тє місце в Класі «Б» Чемпіонату СРСР (1-а зона УРСР, 1960) 1/16 фіналу Кубка СРСР (1959/1960) Володар Кубка УРСР (2) | «Машинобудівник» (1949—1958) | 1925—?              |
|             | ЦСКА-2                 | 5-те місце першої ліги України (1999/2000) 1/16 фіналу Кубка України (1996/1997, 1997/1998) | | 1996—2001           |
|             | «Спартак»              | 10-те місце в другій групі Чемпіонату СРСР (Зона УРСР, 1949) 1/8 фіналу Кубка СРСР (1937) | «Промкооперація» (1930—1934) | 1930—1954           |
|             | «Освіта»               | 15-те місце першої ліги України (2002/2003) 1/16 фіналу Кубка України (1994/1995) Володар Кубка УРСР серед КФК (1986) | «Машинобудівник» Бородянка (1978—1992) «Здвиж» Бородянка (1992) «Гарт» Бородянка (1992—1994) «Система-Борекс» Бородянка (1994—2003) «Борекс-Борисфен» Бородянка (2004) «Освіта» Бородянка (2004—2005) «Боярка-2006» Боярка (2006) «Інтер» Боярка (2006—2007) | 1978—2007           |
|             | «Динамо-3»             | Віце-чемпіон другої ліги України (1997/1998) 1/16 фіналу Кубка України (1997/1998) | | 1997—2008           |
|             | «Оболонь-2»            | Віце-чемпіон другої ліги України (1999/2000) | «Оболонь-Зміна-2» (1999) «Оболонь-ППО-2» (1999—2001) | 1999—2009           |
|             | «Темп»                 | 10-те місце в Класі «Б» Чемпіонату СРСР (зона УРСР, 1964) 1/1024 фіналу Кубка СРСР (1964) | «Жовтневий район» (1955—1960) | 1955—1969           |
|             | «Рубікон»              | 10-те місце другої ліги України (2022/2023) 1/64 фіналу Кубка України (2020/2021) | «Рубікон-Вишневе» Вишневе (2018—2020) | 2017—2023           |
|             | АФСК «Київ»            | 14-те місце другої ліги України (2021/2022, група А) 1/128 фіналу Кубка України (2021/2022) | «Чемпіон» (2017—2020) | 2017—               |
|             | «Арсенал-2»            | 16-те місце другої ліги України (2003/2004) | | 2003—2004           |
|             | «Більшовик»            | 1/32 фіналу Кубка СРСР (1936) Володар Кубка УРСР (3) Фіналіст Кубка СРСР серед КФК (1978) Віце-чемпіон УРСР серед КФК (1978) | «Торпедо» (1954—1959) | 193?—199?           |
|             | «Водник»               | 1/32 фіналу Кубка СРСР (1936) | «Вимпел» (19??—1938) |                     |
|             | «Локомотив-2»          | 1/32 фіналу Кубка СРСР (1938) | |                     |
|             | «Зеніт»                | 1/64 фіналу Кубка СРСР (1938) | |                     |
|             | «Технікум фізкультури» | 1/128 фіналу Кубка СРСР (1938) | |                     |
|             | ФШМ                    | 1/256 фіналу Кубка СРСР (1955) | | 1955—1960           |
|             | «Рот‑Фронт»            | 1/256 фіналу Кубка СРСР (1938) | |                     |
|             | «Схід»                 | Володар Кубка УРСР серед КФК (1983) 3-тє місце чемпіонату УРСР серед КФК (1982, 1984) | | 196?—               |